# Ефрем Обренович

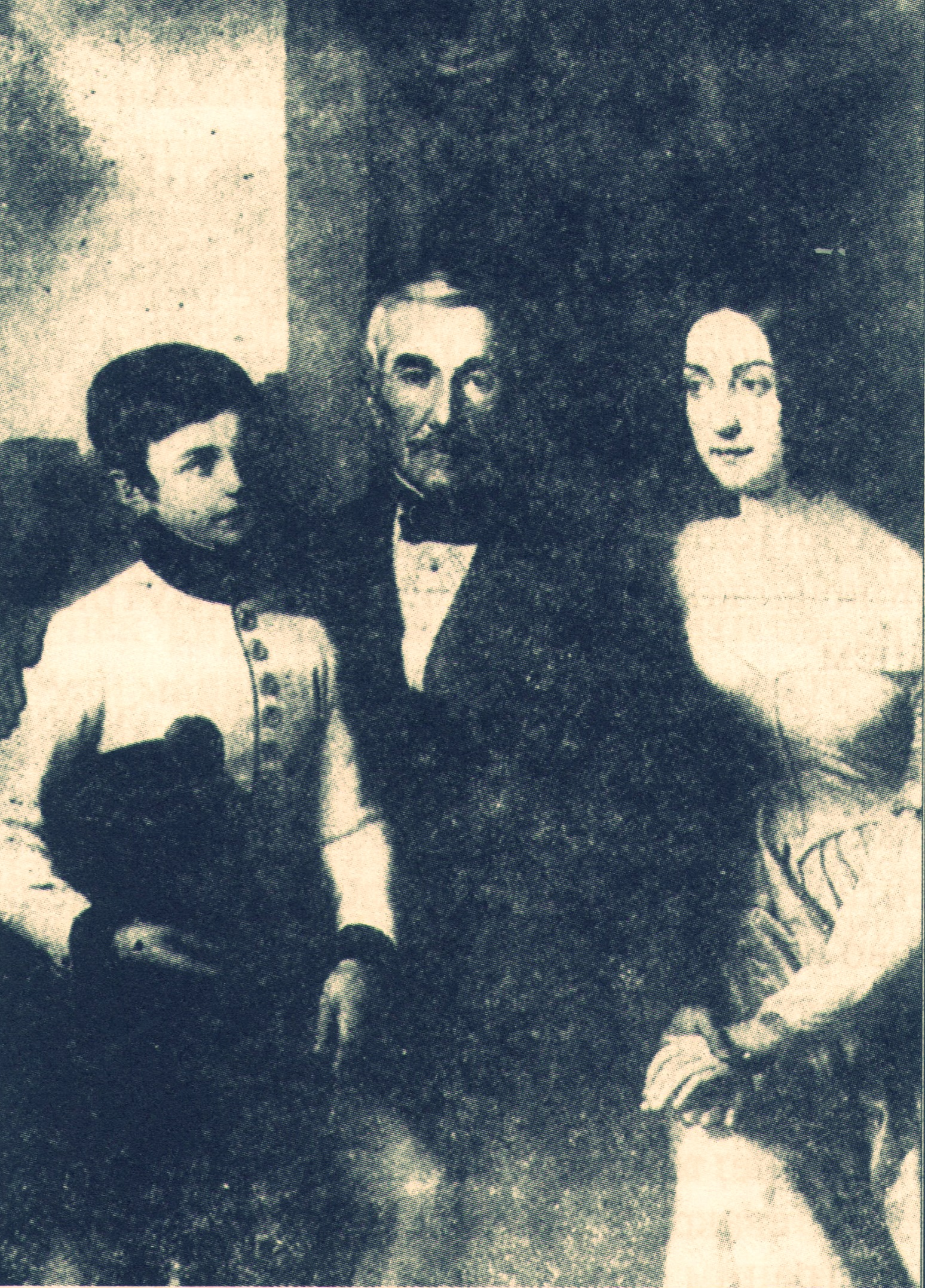
Ефрем Обренович с сыном Милошем и дочерью Анкой

Ефрем (Еврем) Теодорович Обренович (серб. Јеврем Обреновић; 18 марта 1790, Горня-Добриня, Белградский пашалык — 9 сентября 1856, Марашешти, Валахия) — сербский государственный и военный деятель из династии Обреновичей, 7-й председатель правительства Сербии (1821—1826), губернатор Шабаца (1816—1831) и Белграда (1831—1842).

## Биография

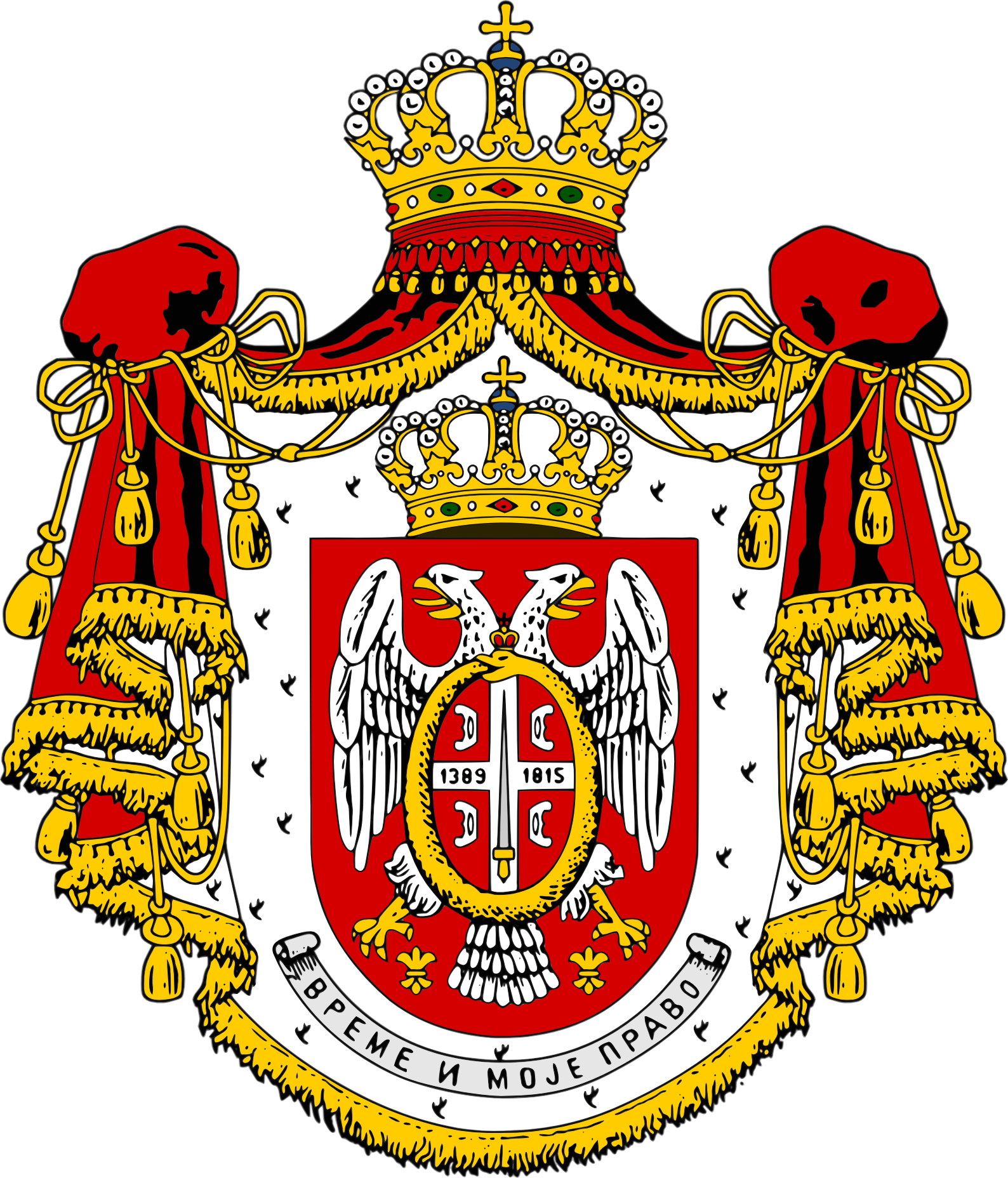
Родовой герб Обреновичей

Родился 18 марта 1790 года в деревне Горня-Добрица под городом Ужице (Белградский пашалык, Османская империя). Младший (третий) сын Тешко (Теодора) Михайловича (ум. 1802) и Вишни Урошевич (ум. 1817). Старшие братья — князь Сербии Милош Обренович и Йован Обренович. Ефрем был самым младшим из девяти детей в семье Мартиновича-Михайловича. Его мать Вишня Урошевич была дважды замужем. Её первым мужем был Обрен Мартинович из села Брусницы, от которого у неё было трое детей: сыновья Яков (ум. 1811), Милан (ум. 1810) и дочь Стана. После смерти первого мужа Обрена (ум. 1777) Вишня вторично вышла замуж за бедного крестьянина Теодора (Тешко) Михайловича из села Добриня. От Тешко у Вишни было три сына: Милош, Йован и Ефрем. Предки Вишни были эмигрантами из Герцеговины, в Сербию они прибыли в конце XVII или в начале XVIII века. После австро-турецкой войны Теодор (Тешко) умирает, оставив семью в нищете. Несколько лет спустя, Яков и Милан, старшие сыновья Вишни от первого брака, взяли свою мать вместе со своими сводными братьями в своё имение. Милан Обренович (ум. 1810) оказал большое влияние на воспитание и развитие младших братьев, о чем свидетельствуют тот факт, что Милош, Йован и Ефрем, которые первоначально носили фамилию Теодорович, взяли фамилию Милана — Обренович.

## Сербские восстания

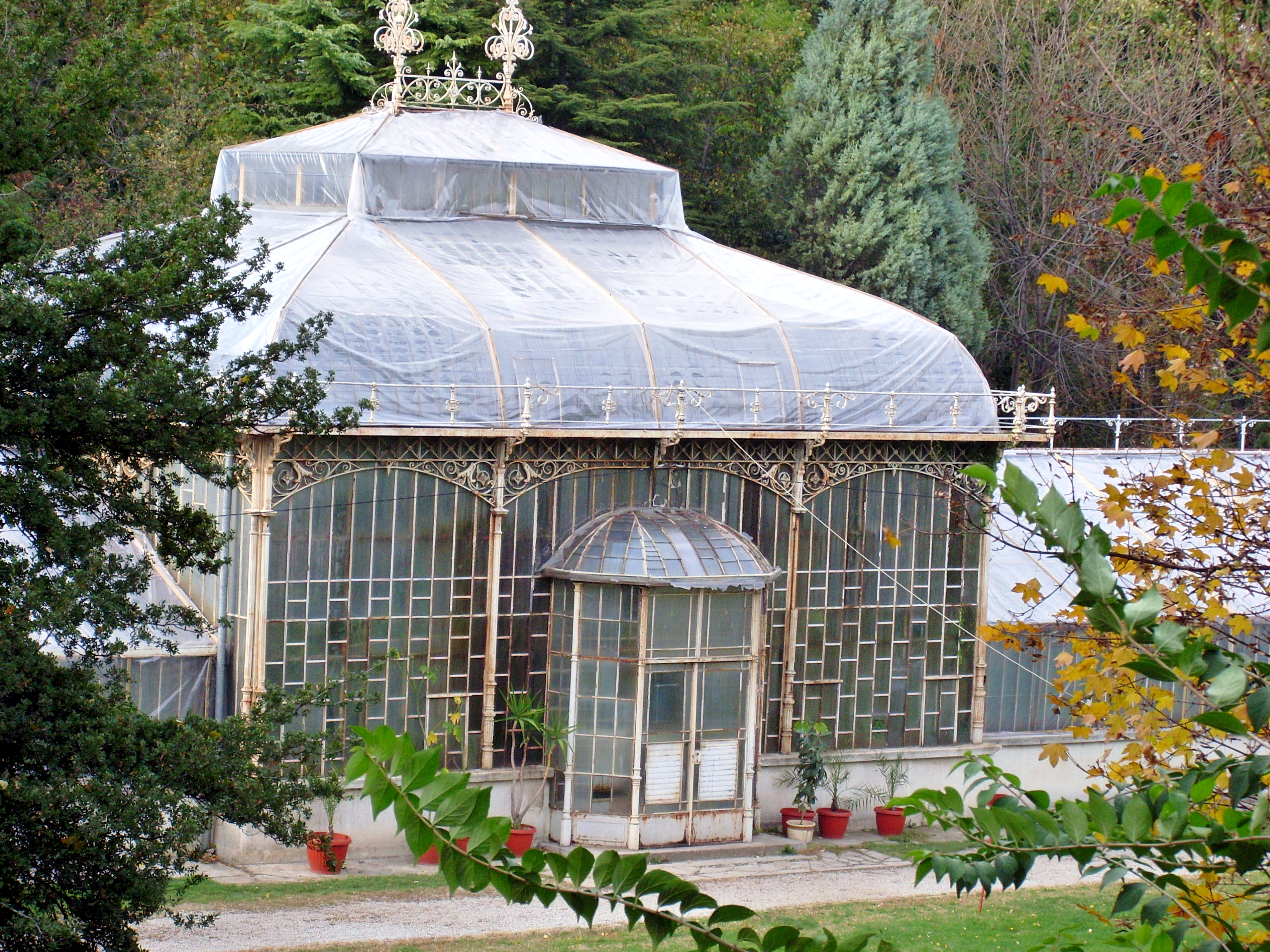
Летний домик в ботаническом саду Ефремовац (имени Ефрема Обреновича) в Белграде

Ефрем Обренович принял активное участие в двух сербских восстаниях против османского владычества. Ефрем отправился в Струмицу, где продавал волов, чтобы получить деньги на оружие и боеприпасы для повстанцев. Он и его старший брат Милош присоединились к Первому сербскому восстанию (1804—1813) под руководством Карагеоргия Петровича. Милош Обренович был причастен к убийству Карагеоргия. В 1813—1815 годах Ефрем Обренович проживал в Белграде, но белградский паша Сулейман-паша Скопляк арестовал его и заключил в крепость Калемегдан. 
В апреле 1815 году Милош Обренович возглавил Второе сербское восстание против Османской империи. После получения информации о начале нового восстания османские паши решили умертвить Ефрема, но в августе 1815 года Милош Обренович заключил мир с белградским пашой. Ефрем был освобожден из темницы, в которой он провел около шести месяцев.

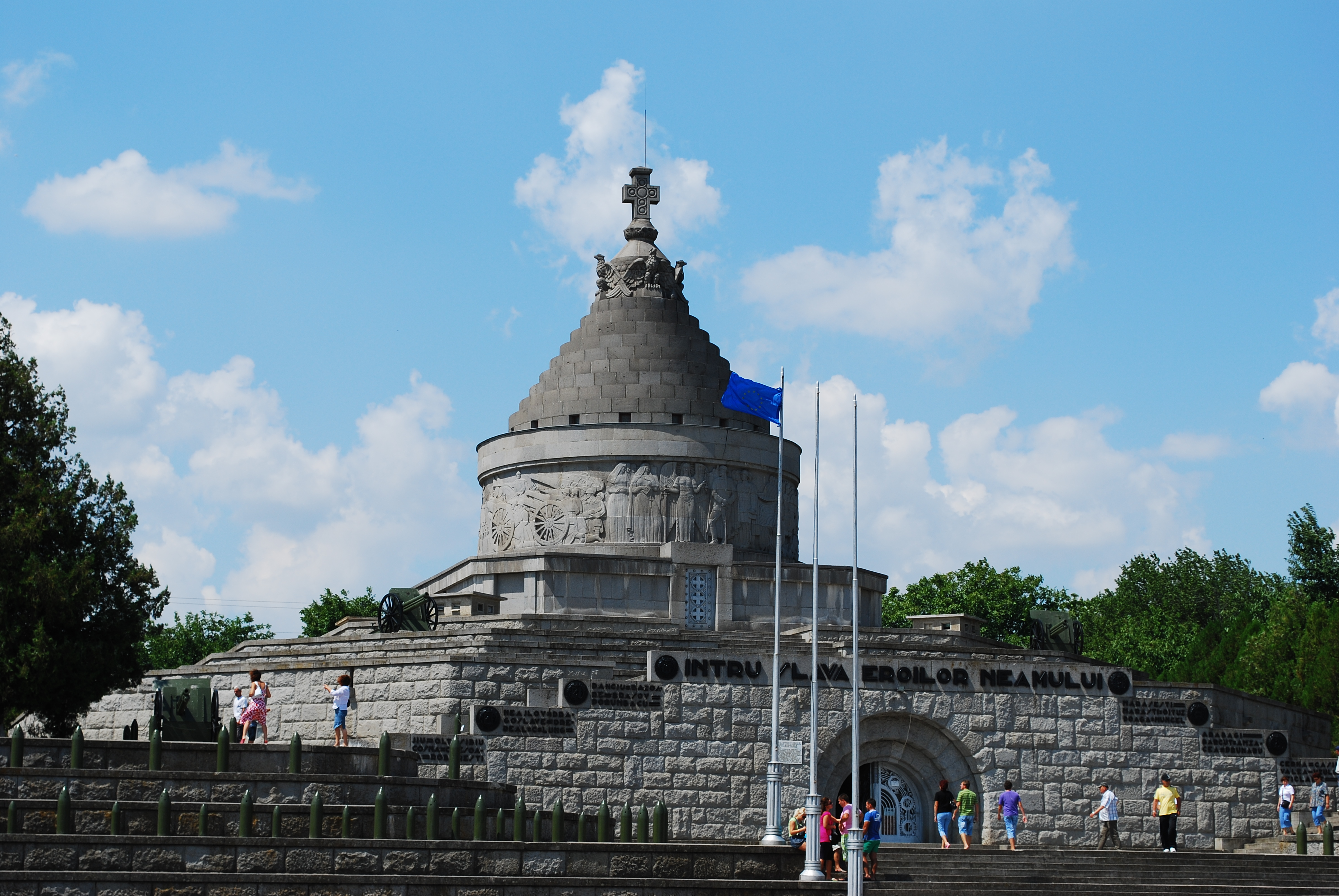
Мавзолей Ефрема Обреновича в Марашешти (Валахия)

В 1816 году Милош Обренович назначил своего младшего брата Ефрема губернатором нахии (района) Шабац, который он управлял в течение пятнадцати лет. В 1817 году Милош заключил мирный договор с Османской империей и был признан султаном князем Сербии, но вынужден был согласиться платить дань Стамбулу.
С 1821 по 1826 год Ефрем Обренович занимал должность председателя правительства Сербии. В 1839 году после восстания и бегства Милоша Обреновича из Сербии Ефрем стал одним из трех регентов и председателем государственного совета при новом князем Михаиле Обреновиче (1839—1842). 
В 1842 году Ефрем Обренович сначала тайно, а затем открыто стал бороться на сербский княжеский престол. В том же 1842 году произошло новое восстание. Князь Михаил Обренович, племянник Ефрема, вынужден был бежать из[Белграда в Австрию. Новым князем Сербии был провозглашен Александр Карагеоргиевич (1842—1858). Ефрем Обренович вместе с семьей также вынужден был покинуть Сербию. Он бежал в Валахию, где скончался в своём поместье 8 сентября 1856 года после длительной болезни. Позднее его останки были перезахоронены в монастыре Раковин под Белградом.

## Губернатор Шабаца

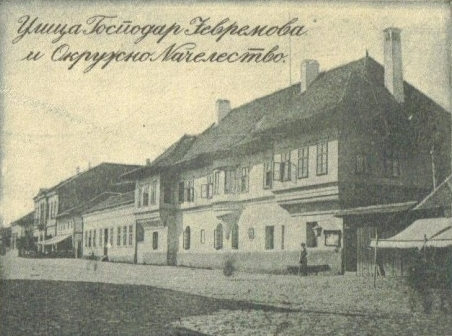
Конак (дворец) господаря Ефрема Обреновича в Шабаце

В марте 1816 года Милош Обренович сделал Ефрема губернатором Шабаца. Ему тогда было 26 лет. В Шабаце Ефрем имел многочисленные обязанности: сбор налогов, коммунальных услуг и городское планирование, создание и организация магистратуры, организация здоровья и профилактика болезней и эпидемий, борьба с бандитизмом, подавление мятежей, участие в дипломатической деятельности и так далее. В 1825 году Ефрем принимал участие в подавлении восстания студентов. Его пребывание в Шабаце называется «Ефремов золотой век». В 1829 году он привез из Сомбора в Шабац сербского композитора Йозефа Шлезингера в качестве учителя для своих детей. Шлезингер имел в Шабаце свою «музыкальную капеллу». 1 июня 1831 года Йозеф Шлезингер был назначен капельмейстером военной музыки в Крагуеваце, первой столице Сербии в 1818—1841 годах. Благодаря Ефрему Обреновичу, Шабац стал одним из первых городов Сербии, там были школы, увеличилась численность учителей, врачей, фармацевтов, артистов и т.д
Ефрем Обренович отстроил Шабац по европейскому стилю, где улицы соединялись под прямым углом. При Ефреме в городе появились важные учреждения: Шабацкий магистрат (1823), церковная школа (за собственные средства Ефрема), гражданская больница (1826), аптека (1826), казармы для 60 солдат и т. д. С помощью жестоких мер шабацкий губернатор практически ликвидировал бандитизм. В 1817—1835 годах Ефрем участвовал в подавлении ряд восстаний. Во время русско-турецкой войны он отвечал за переброску турецких войск из Боснии через Сербию на восточный фронт.
В 1824 году завершилось строительство конака (дворца) Ефрема в Шабаце, одного из самых красивых зданий в Сербии. Население начало жить по «европейским манерам». Конак стал место встречи образованных людей, интеллектуальной и художественной элиты тогдашнего сербского общества, которую Ефрем поддерживал за собственные средства. Его конак был во многих отношениях важен: здесь были первое фортепиано, первые современные кровати, мебель и венские столовые приборы, а также первые стеклянные окна в Сербии. В его резиденции находилась знаменитая библиотека Ефрема (работы Лафонтена, Купера, Скотта, Шиллера и др.)

## Губернатор Белграда

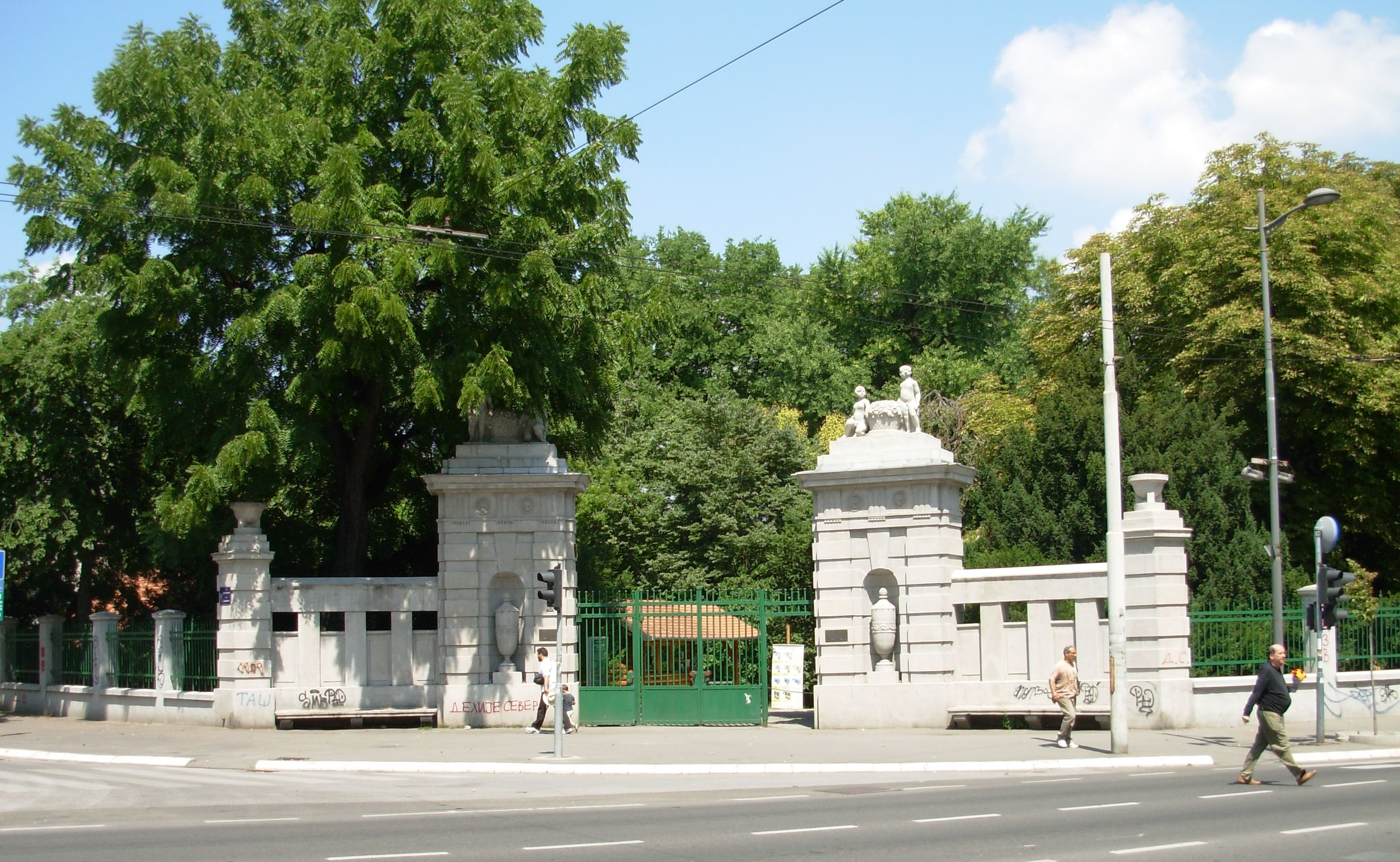
Главный вход в ботанический парк Ефремовац в Белграде

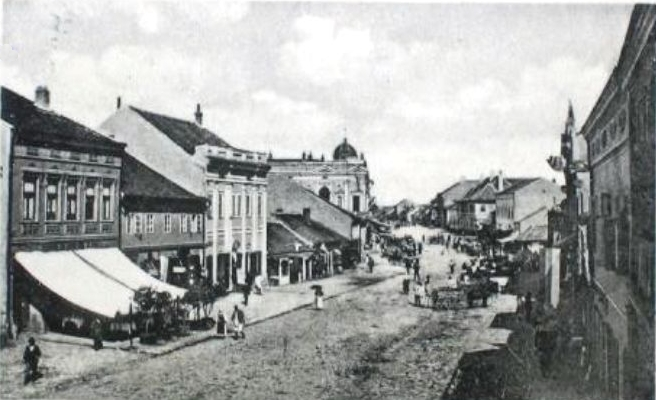
Улица имени Ефрема Обреновича в Белграде

В ноябре 1831 года Ефрем Обренович был назначен своим старшим братом губернатором нахии (района) Белград. В середине 1835 года он получил чин генерал-майора, и, кроме того, Ефрем занимал ряд важных должностей: суперинтендант общественных зданий, глава управления военной полиции, председатель государственного совета, член регентского совета и т. д. Под эгидой Ефрема, начиная с 1832 года в Белграде была основана публичная библиотека.

## Семья
В 1816 году Ефрем Обренович женился на Фомании Богичевич (1796 — 13 июня 1881), дочери сербского воеводы и участника Первого сербского восстания Анты Богичевича (ок. 1758—1813), от брака с которой у него было пять дочерей и один сын:
- Елена-Елка (6 июня 1818 — ?), жена с 1834 года Константина Хадиджи
- Симка (6 июня 1818—1837), муж с 1834 года Янас Германи
- Анка (Анна) (1 апреля 1821 — 10 июня 1868), муж с 1842 года Александр Константинович
- Екатерина (9 июля 1826 — 6 августа 1848)
- Стана (Анастасия) (24 марта 1828 — сентябрь 1842)
- Милош (25 ноября 1829 — 20 ноября 1861), женат в 1851—1855 годах на графине Елене Марии Катарджи (1831—1879), дочери графа Константина Катарджи и Смаранды Бальш. Отец Милана I Обреновича, князя и короля Сербии.